# 수압파쇄법

프래킹 공법

수압파쇄법(水壓破碎法, 영어: hydraulic fracturing) 혹은 프래킹(영어: fracking)은 고압의 액체를 이용하여 광석을 파쇄하는 채광 방법이다. 이 방법에는 높은 압력의 '프래킹 액체' (대부분 물과 모래 혹은 다른 증점제를 추가한 프로판드등이 사용된다)를 드릴구멍에 집어넣어 심층에 매장된 광물들을 파쇄하여 천연가스, 석유, 그리고 소금등이 잘 흐를수 있게 만든다. 이렇게 수압파쇄가 끝나고 나면 작은 입자로 된 프로판트를 집어넣어서 이 균열들을 유지시킨다.
수압파쇄법은 1947년에 처음 실험되었으며, 그리고 1950년 상업적인 기술로 쓰이게 된다. 2012년, 전세계에서 석유과 천연가스 프래킹에 250만명이 근무하고 있는걸로 알려져 있으며, 그중 1백만명 이상이 미국에서 일하고 있는걸로 나타났다. 몇몇 수압 파쇄는 몇몇 광맥이나 혹은 암맥에 자연스럽게 나타날수 있다.
현재 수압 파쇄법은 여러 국가에서 논란의 중심에 서 있으며, 수압파쇄법의 지지자들은 이를 통해 더 쉽게 탄화수소를 획득할 수 있다고 주장하고 있다. 그리고 반대자들은 이 방법이 잠재적으로 환경에 미치는 영향이 더 크다고 주장하고 있으며, 여기엔 지하수와 표층수의 오염, 대기 오염, 그리고 소음, 그리고 지진의 근원이 될 수 있으며, 당연히 공중 보건과 환경에 재앙이 될 수 있다고 주장하고 있다.
이런 수압파쇄법의 경우 심층의 수압파쇄 유류층(수압 파쇄의 부수물)등이 종종 휴면이거나 혹은 이전에 알려지지 않았던 단층에서의 지진 활동을 증가시키는 것으로 드러났으며,수압파쇄를 거쳤거나 혹은 거치지 않은 유정이나 가스정의 경우 부산물로 염수를 생산할 수 있다. 이런 이유로 인해서 수압 파쇄법의 경우 국제적인 감독하에 있으며, 여러 국가들에서 제한된 이용을 하고 있으며, 몇몇 국가들에서는 수압 파쇄법 자체를 사용하지 못하게 하고 있다

## 같이 보기
- 원자력
- 석유 생산 정점
- 바카 무에르타 유전